# Freixo de Cima (Amarante)
Freixo de Cima ist ein Ort und eine ehemalige Gemeinde im Nordwesten Portugals.
Freixo de Cima gehört zum Kreis Amarante im Distrikt Porto. Die Gemeinde hatte eine Fläche von 3 km² und 2207 Einwohner (Stand 30. Juni 2011).

Lage der ehemaligen Gemeinde im Kreis Amarante bis September 2013

Am 29. September 2013 wurden die Gemeinden Freixo de Cima und Freixo de Baixo zur neuen Gemeinde União das Freguesias de Freixo de Cima e de Baixo zusammengefasst. Freixo de Cima ist Sitz dieser neu gebildeten Gemeinde.